# Луи-Жозеф дьо Вандом
Луи-Жозеф дьо Бурбон, херцог дьо Вандом (на френски: Louis Joseph de Bourbon, duc de Vendôme; * 1 юли 1654, Париж, Кралство Франция; † 11 юни 1712, Испания) е френски аристократ и маршал, един от най-успешните военачалници на своето време. Има важна роля през Деветгодишната война и Войната за испанското наследство.

## Живот

### Произход и младежки години
Луи-Жозеф принадлежи на рода на Бурбоните, от който са и кралете на Франция от този период. Той е правнук на Анри IV и неговата любовница Габриел д'Естре. Син е на Луи дьо Бурбон и внук на Сезар дьо Бурбон – извънбрачен син на Анри IV, но признат официално от него. Майка му е Лаура Манчини – племенница на известния кардинал Мазарини, пръв министър от 1642 до 1661 г.
Когато е едва на три години, майка му умира, а през 1669 г. – и баща му. До този момент той носи титлата херцог на Пантиевър, но сега става Вандом – име, което го задължава да служи вярно на короната. През по-голямата част от детството си е отгледан от леля си Мария Анна Манчини.

### Военна кариера
Луи-Жозеф дьо Вандом стъпва за първи път на бойно поле през 1672 г., когато е 18-годишен. Тогава Луи XIV подготвя атака срещу Обединените нидерландски провинции (Холандия) и взема на поход своя братовчед.
По време на Холандската война Вандом все още само се учи, но расте във военната йерархия. През 1678 г. е произведен в чин генерал-майор, а през 1688 – в генерал-лейтенант – най-високия чин преди маршал.
По време на Деветгодишната война той получава правото да командва отделни френски армии, а по време на сраженията – флангове. Все още обаче не е достигнал дотам, че да ръководи самостоятелна кампания. Бие се под командата на херцог дьо Люксамбур при Щайнкирк (1692) и под командата на Никола Катина при Марсаля (1693). Едва през 1695 г. става главнокомандващ – на армията в Каталония, която успешно превзема Барселона две години след това.
До този момент Луи-Жозеф вече би трябвало да е маршал, но кралят умишлено забавя издигането му до най-високия чин, защото не забравя, че той е наследник на незаконен клон на династията. Възможно е и да е чувствал опасения, че неговите роднини могат да оспорят престола му.

#### Войната за испанското наследство
През Войната за испанското наследство (1701 – 1714) военните действия се развиват първо в Италия. Както е известно, тогава Франция и Испания са съюзници и французите искат да предпазят испанското владение Херцогство Милано от австрийците, които също го желаят.
В началото командването на италианската армия се поема от Катина, послед от херцог дьо Вилроа. И двамата се провалят, защото срещу тях император Леополд I изпраща най-способния си фелдмаршал принц Евгений Савойски. Когато по време на битката при Кремона (1 февруари 1702) Вилроа е пленен, Луи XIV няма друг избор освен да изпрати на мястото му Вандом. За целта той го издига в чин маршал и поставя начало на най-славната страница в неговия живот.
Четири години Вандом се сражава твърдо и успешно срещу опасния си противник, без да отстъпи нито педя от земята, която трябва да пази. Той има и друг фронт, за който трябва да мисли – несигурното поведение на савойския херцог. Наистина, през 1703 г. Виторио Амедео II изоставя Франция и минава на страната на Австрия. За френския маршал се появява нова задача – да притисне савойците в тяхната столица Торино, за да не могат да съдействат на Евгений. На два пъти френските и австрийските войски се сблъскват, докато Вандом командва французите – при Луцара през август 1702, където няма ясен победител и при Касано през август 1705, където той печели трудна победа.
През 1706 г. Вилроа отново е победен, този път при Рамили в Нидерландия. Това слага край на кариерата му и налага да му се намери заместник. И пак изборът се спира на Луи-Жозеф. На този фронт той трябва да се справя с друг талантлив генерал – англичанина Джон Чърчил Марлборо. Проблемът обаче не е в това, а се дължи на факта, че Луи XIV изпраща при него своя внук Луи дьо Бургон – обещаващ млад човек с труден характер. От самото начало двамата с Вандом не се разбират, карат се постоянно, при това с шумни скандали. В крайна сметка това води до поражението при Ауденарде през 1708 г. Въпреки че в тази битка Вандом атакува успешно и притиска фланга на Евгений Савойски, Бургон не прави същото с Марлборо. Принцът не се намесва достатъчно решително, което кара опитният маршал грубо да се възмути.
Провалът изостря отношенията му с короната и той се оттегля в своите имения, възнамерявайки да не воюва повече. Ала не става така. През 1710 г. военните действия в Испания се развиват зле за каузата на Бурбоните. Там братът на Луи дьо Бургон – Филип д'Анжу се опитва да се закрепи на испанския престол, докато съюзнически армии (англичани, холандци, австрийци и португалци) му се противопоставят. Те побеждават френско-испанската армия при Алменара и влизат в Мадрид, като поставят австрийския кандидат Карл (Карлос ІІІ) на трона. Вандом, помолен от Луи XIV, пристига в Испания, за да спасява бурбонския крал. Той подгонва съюзниците и на 8 и 11 декември ги разбива при Бриуега и Вила Висиоса. Така отново се превръща в герой и спечелва признание сред най-способните военачалници на своето време. Когато умира неочаквано през юни 1712 г., испанците държат да го погребат на своята земя – край двореца Ескориал.
Интересен факт е, че Луи XIV официално определя Луи-Жозеф дьо Вандом за наследник на испанския престол, ако Филип д'Анжу умре бездетен. В действителност Филип има много деца, от които три са крале на Испания и умира 34 години след Вандом.

## Семейство и наследство
Жени се едва през 1710 г., когато е 55-годишен, за Мария-Анна дьо Бурбон, внучка на Великия Конде. Бракът е бездетен. Вероятно причина и за двете особености е прикритата хомосексуалност на маршала. По-късно херцог дьо Сен-Симон, който искрено го мрази, открито заявява скандалните му наклонности. Според известния мемоарист Вандом често се отдавал на оргии със свои подчинени, които задоволявали всичките му желания.
Като херцог на Вандом е наследен от брат си Филип, член на Малтийския орден. През 1712 г. кралят анексира херцогството, но запазва титлата, която Филип носи до смъртта си през 1727 г. Той е последният признат от държавата херцог на Вандом.